# Robert Joy
Robert Joy (Montréal, 17 agosto 1951) è un attore canadese.
È conosciuto principalmente per il ruolo di Sid Hammerback nella serie televisiva CSI: NY.

## Biografia
Robert Joy nasce a Montréal in Québec, figlio di Flora Louise e Clifton Joseph Joy, ma cresce a Saint John's in Terranova. Compie i suoi studi al Corpus Christi College di Oxford e alla Memorial University of Newfoundland. Ha una figlia, Ruby, nata nel 1987 dal matrimonio con la moglie Mary, da cui ha divorziato. Dichiaratosi omosessuale, dopo essere stato a lungo il compagno dell'attore William Duff-Griffin, deceduto nel 1994, dal 1995 ha una relazione con il compositore Henry Krieger.
La sua carriera inizia nel 1974, recitando nella miniserie The National Dream: Building the Impossible Railway. Inizia però ad ottenere maggior successo dal 1980, anno in cui recita nel film Atlantic City, U.S.A., nel ruolo di Dave Matthews, grazie al quale ottiene una candidatura al Genie Award nella categoria Best Performance by an Actor in a Supporting Role. Nel 1985 recita nel film Cercasi Susan disperatamente nel ruolo di Jim, il fidanzato musicista punk di Madonna. Nel 1998 partecipa al thriller di Gregory Hoblit Il tocco del male, recitando accanto a Denzel Washington, Donald Sutherland, James Gandolfini e John Goodman. Nel 2004 appare in un episodio della serie televisiva Tutti amano Raymond, nel ruolo dell'insegnante di matematica di Ally, Mr. Putnam.
Nel 2005 ottiene due ruoli importanti, prima nel film La terra dei morti viventi del regista George A. Romero, e il secondo quando entra a far parte del cast principale della serie televisiva CSI: NY, recitando nel ruolo del Dottor Sid Hammerback. Nel 2006 appare nel remake di Alexandre Aja del film horror Le colline hanno gli occhi, interpretando il ruolo del sadico mutante di nome Lizard, antagonista principale del film. Sempre nello stesso anno recita accanto a Samaire Armstrong nella commedia romantica Boygirl - Questione di... sesso. Nel 2007 recita nella parte del colonnello Stevens in Aliens vs. Predator 2 e nel 2008 appare nel film Superhero - Il più dotato fra i supereroi nel ruolo di Stephen Hawking.

## Filmografia parziale

### Cinema
- Atlantic City, U.S.A. (Atlantic City), regia di Louis Malle (1980)
- Ragtime, regia di Miloš Forman (1981)
- Ticket to Heaven, regia di Ralph L. Thomas (1981)
- A cuore aperto (Threshold), regia di Richard Pearce (1981)
- Amityville 3D (Amityville 3-D), regia di Richard Fleischer (1983)
- Cercasi Susan disperatamente (Desperately Seeking Susan), regia di Susan Seidelman (1985)
- Terminal Choice, regia di Sheldon Larry (1985)
- Joshua Then and Now, regia di Ted Kotcheff (1985)
- The Adventure of Faustus Bidgood, regia di Andy Jones e Michael Jones (1986)
- Radio Days, regia di Woody Allen (1987)
- Bel colpo amico (Big Shots), regia di Robert Mandel (1987)
- Il club dei suicidi (The Suicide Club), regia di James Bruce (1988)
- Sono morta... e vi ammazzo (She's Back), regia di Tim Kincaid (1989)
- Millennium, regia di Michael Anderson (1989)
- Che mi dici di Willy? (Longtime Companion), regia di Norman René (1989)
- Ombre e nebbia (Shadows and Fog), regia di Woody Allen (1991)
- La metà oscura (The Dark Half), regia di George A. Romero (1993)
- Una figlia in carriera (I'll Do Anything), regia di James L. Brooks (1994)
- Il giustiziere della notte 5 (Death Wish V: The Face of Death), regia di Allan A. Goldstein (1994)
- Waterworld, regia di Kevin Reynolds (1995)
- A Modern Love, regia di Vern Oakley (1995)
- Henry & Verlin, regia di Gary Ledbetter (1996)
- Harriet, la spia (Harriet the Spy), regia di Bronwen Hughes (1996)
- Il tocco del male (Fallen), regia di Gregory Hoblit (1998)
- Advice from a Caterpillar, regia di Don Scardino (1999)
- The Divine Ryans, regia di Stephen Reynolds (1999)
- Resurrection, regia di Russell Mulcahy (1999)
- Fashion Crimes (Perfume), regia di Michael Rymer e Hunter Carson (2001)
- Sweet November - Dolce novembre (Sweet November), regia di Pat O'Connor (2001)
- The Shipping News - Ombre dal profondo (The Shipping News), regia di Lasse Hallström (2001)
- Joe Somebody, regia di John Pasquin (2001)
- Cuori estranei (Between Strangers), regia di Edoardo Ponti (2002)
- L'ultima porta - The Lazarus Child (The Lazarus Child), regia di Graham Theakston (2005)
- Pretty Persuasion, regia di Marcos Siega (2005)
- La terra dei morti viventi (Land of the Dead), regia di George A. Romero (2005)
- Whole New Thing, regia di Amnon Buchbinder (2005)
- Le colline hanno gli occhi (The Hills Have Eyes), regia di Alexandre Aja (2006)
- Boygirl - Questione di... sesso (It's a Boy Girl Thing), regia di Nick Hurran (2006)
- Dinner for One, regia di Anita Reilly McGee – cortometraggio (2006)
- Aliens vs. Predator 2 (Aliens vs. Predator: Requiem), regia dei Fratelli Strause (2007)
- Superhero - Il più dotato fra i supereroi (Superhero Movie), regia di Craig Mazin (2008)
- Bedroom, regia di Jordan Canning – cortometraggio (2008)
- Down to the Dirt, regia di Justin Simms (2008)
- Singularity, regia di Shian Storm – cortometraggio (2011)
- Archetype, regia di Aaron Sims – cortometraggio (2011)
- The Master & Me, regia di Art Douglas – cortometraggio (2012)
- Crown and Anchor, regia di Andrew Rowe (2018)
- Il cardellino (The Goldfinch), regia di John Crowley (2019)

### Televisione
- The National Dream: Building the Impossible Railway – miniserie TV, puntata 08 (1974)
- Escape from Iran: The Canadian Caper, regia di Lamont Johnson – film TV (1981)
- Moonlighting – serie TV, episodio 2x05 (1985)
- Un giustiziere a New York (The Equalizer) – serie TV, 5 episodi (1985-1989)
- Miracle at Moreaux, regia di Paul Shapiro – film TV (1986)
- The Lawrenceville Stories, regia di Allan A. Goldstein e Robert Iscove – miniserie TV (1986-1987)
- Vendetta (Sword of Gideon), regia di Michael Anderson – film TV (1986)
- American Playhouse – serie TV, episodio 6x02 (1987)
- Miami Vice – serie TV, episodio 5x11 (1989)
- Peccati inconfessabili (Judgement), regia di Tom Topor – film TV (1990)
- Hyde in Hollywood, regia di Gerald Gutierrez – film TV (1990)
- The First Circle, regia di Sheldon Larry – film TV (1991)
- Grand Larceny, regia di Stephen Surjik – film TV (1991)
- The Days and Nights of Molly Dodd – serie TV, episodio 5x09 (1991)
- The Ray Bradbury Theater – serie TV, episodio 6x10 (1992)
- Dieppe, regia di John N. Smith – film TV (1993)
- Gregory - Il diritto di essere felice (Gregory K), regia di Linda Otto – film TV (1993)
- Maniac Mansion – serie TV, episodio 3x19 (1993)
- Woman on the Run: The Lawrencia Bembenek Story, regia di Sandor Stern – film TV (1993)
- Tracey Takes on New York, regia di Don Scardino – film TV (1993)
- New York Undercover – serie TV, episodio 2x02 (1995)
- Marshal (The Marshal) – serie TV, episodio 2x06 (1995)
- Side Effects – serie TV, episodio 2x05 (1995)
- Law & Order - I due volti della giustizia (Law & Order) – serie TV, episodi 5x23-8x18 (1995; 1998)
- La famiglia Brock (Picket Fences) – serie TV, episodio 4x13 (1996)
- Wings – serie TV, episodio 7x18 (1996)
- The Nerd, regia di James Burrows – cortometraggio TV (1996)
- Dangerous Offender: The Marlene Moore Story, regia di Holly Dale – film TV (1996)
- The High Life – serie TV, 8 episodi (1996)
- Moonlight Becomes You, regia di Bill Corcoran – film TV (1998)
- Oltre i limiti (The Outer Limits) – serie TV, episodio 4x10 (1998)
- Becker – serie TV, episodio 1x10 (1999)
- Seasons of Love, regia di Daniel Petrie – miniserie TV, (1999)
- Spie (Snoops) – serie TV, episodio 1x02 (1999)
- Due ragazzi e una ragazza (Two Guys, a Girl and a Pizza Place) – serie TV, episodio 3x06 (1999)
- The Bookfair Murders, regia di Wolfgang Panzer – film TV (2000)
- Bonhoeffer: Agent of Grace, regia di Eric Till – film TV (2000)
- The '70s, regia di Peter Werner – miniserie TV (2000)
- Truffa al liceo (Cheaters), regia di John Stockwell – film TV (2000)
- Il processo di Norimberga (Nuremberg) – miniserie TV, puntata 02 (2000)
- Nash Bridges – serie TV, episodio 5x18 (2000)
- Relic Hunter – serie TV, episodio 2x02 (2000)
- Gideon's Crossing – serie TV, episodio 1x09 (2000)
- Haven - Il rifugio (Haven), regia di John Gray – film TV (2001)
- Star Trek: Voyager – serie TV, episodio 7x17 (2001)
- 61*, regia di Billy Crystal – film TV (2001)
- Titus – serie TV, episodio 2x24 (2001)
- Just Ask My Children, regia di Arvin Brown – film TV (2001)
- The Guardian – serie TV, episodio 1x10 (2001)
- Crossing Jordan – serie TV, episodio 1x12 (2002)
- MDs – serie TV, 10 episodi (2002)
- Fargo, regia di Kathy Bates – film TV (2003)
- The Agency – serie TV, episodio 2x15 (2003)
- Alias – serie TV, episodio 2x21 (2003)
- Senza traccia (Without a Trace) – serie TV, episodio 1x19 (2003)
- Tutti amano Raymond (Everybody Loves Raymond) – serie TV, episodio 9x05 (2004)
- Malcolm (Malcolm in the Middle) – serie TV, episodio 5x10 (2004)
- Sex Traffic, regia di David Yates – miniserie TV (2004)
- Helter Skelter, regia di John Gray – film TV (2004)
- Boston Legal – serie TV, episodi 1x04-1x15 (2004-2005)
- E-Ring – serie TV, episodio 1x01 (2005)
- Medium – serie TV, episodio 1x15 (2005)
- CSI: NY – serie TV, 162 episodi (2005-2013)
- Una donna alla Casa Bianca (Commander in Chief) – serie TV, episodio 1x13 (2006)
- Republic of Doyle – serie TV, episodi 1x03-4x04-4x05 (2010; 2013)
- Masters of Sex – serie TV, episodio 1x12 (2013)
- Grey's Anatomy – serie TV, episodio 10x19 (2014)
- The Mentalist – serie TV, episodio 6x21 (2014)
- The Good Wife – serie TV, episodio 6x03 (2014)
- Saving Hope – serie TV, episodio 3x07 (2014)
- Defiance – serie TV, episodi 3x01-3x02 (2015)
- Hand of God – serie TV, episodi 1x05-1x06 (2015)
- The Blacklist – serie TV, episodio 4x15 (2017)
- Prodigal Son – serie TV, episodio 2x10 (2021)
- Julia – serie TV, 7 episodi (2022)

## Doppiatori italiani
Nelle versioni in italiano delle opere in cui ha recitato, Robert Joy è stato doppiato da:
- Marco Mete in La metà oscura, Resurrection
- Antonio Sanna ne Il tocco del male, Superhero - Il più dotato fra i supereroi
- Oliviero Dinelli in Senza traccia, Grey's Anatomy
- Massimo Rinaldi in Sweet November - Dolce novembre
- Christian Iansante in Le colline hanno gli occhi
- Massimo Lodolo in Joe Somebody
- Maurizio Reti ne Il processo di Norimberga
- Ingo Stockel in Alias
- Renato Cortesi in Ragtime
- Teo Bellia in Amityville 3D
- Gianluca Tusco in La terra dei morti viventi
- Simone Mori in Waterworld
- Ambrogio Colombo in Boygirl - Questione di... sesso
- Roberto Chevalier in Crossing Jordan
- Gaetano Varcasia in Killer Instinct: Istinto Omicida
- Enrico Pallini in CSI: NY
- Danilo De Girolamo in Haven - Il rifugio
- Alberto Caneva in The Good Wife
- Dario Penne ne Il Cardellino